# Bob Northern
Robert Anthony Northern, dit Bob Northern, connu sous le nom de scène de Brother Ah, est un corniste et tubiste de jazz américain né le 21 mai 1934 à Kinston (Caroline du Nord) et mort le 31 mai 2020 à Washington (district de Columbia).

## Biographie
On a pu entendre Bob Northern dans les années 1950-60 sur des disques de Donald Byrd, John Coltrane, Gil Evans, Sun Ra, McCoy Tyner, Roland Kirk ou du Jazz Composer's Orchestra. Dans les années 1970 il sort plusieurs albums, parmi lesquels Sound Awareness en 1974, avec Max Roach et son ensemble de percussions M'Boom.